# Eliezer Schweid
Eliezer Schweid (7 de septiembre de 1929 – 18 de enero de 2022) fue un erudito israelí, escritor y profesor de Filosofía Judía en la Universidad Hebrea de Jerusalén. Fue asimismo miembro del Jerusalem Center for Public Affairs. Combatió en la Guerra de Independencia de Israel de 1948, y se formó en la Universidad Hebrea de Jerusalén, y allí enseñaría durante más de treinta años; desde 1982, se le nombró profesor de Filosofía Judía en la cátedra John and Golda Cohen. También enseñó en la Universidad de Stanford, el Oxford Centre for Hebrew Studies, la Universidad Yale, etc.

## Obra selecta
- Jewish Identity in Modern Israel: Proceedings on Secular Judaism and Democracy
- The Jewish Experience of Time (2000)
- Wrestling Until Day-Break: Searching for Meaning in the Thinking on the Holocaust (1994)
- Democracy and Halakhah (1994)
- Siddur HaTefilla (2009)
- The Land of Israel: National Home Or Land of Destiny (1985, with Deborah Greniman)
- Judaism and Mysticism According to Gershom Scholem: A Critical Analysis and Programmatic Discussion (1985)
- The Classic Jewish Philosophers: From Saadia Through the Renaissance (Supplements to the Journal of Jewish Thought and Philosophy) (2008, Leonard Levin)